# Mount Moloch
Mount Moloch är ett berg i Kanada.   Det ligger i provinsen British Columbia, i den centrala delen av landet, 3 100 km väster om huvudstaden Ottawa. Toppen på Mount Moloch är 2 787 meter över havet.
Terrängen runt Mount Moloch är huvudsakligen bergig. Trakten runt Mount Moloch är nära nog obefolkad, med mindre än två invånare per kvadratkilometer.. Det finns inga samhällen i närheten. 
Trakten runt Mount Moloch består i huvudsak av gräsmarker.